# ドラえもんのひみつ道具 (1979年のテレビアニメ た-と)
「ドラえもんのひみつ道具 (1979年のテレビアニメ た-と)」では、藤子・F・不二雄原作のテレビアニメ『ドラえもん』（第2作第1期）に登場するひみつ道具のうち、名称の読みが「た」で始まるものから「と」で始まるものまでを列挙する。

## タイガーキャップ
タイガーキャップは、「タイガーキャップ」（1993年5月21日放送、映像ソフト未収録）に登場する。
トラの頭を模したヘルメット。任意の人物による手書き文字が書かれた紙を、トラの口のような部分に挿入すると、周囲の者はヘルメットをかぶっている者を文字を書いた本人だと感じてしまう。

## タイム手帖
タイム手帖（タイムてちょう）は、「のび太の結婚式?!」（1981年10月16日放送、DVD『TV版ドラえもん』第33巻に収録）に登場する。
表紙に「TiME NoTE」と書いてある冊子。裏表紙には所有者である「ドラえもん」の名前が書いてある。のび太が将来行うことになっている結婚式の日取りと場所を調べるために出した。

## タイムバンク
声 - 松本さち
タイムバンクは、「タイムバンク」（2002年2月22日放送、映像ソフト未収録）に登場する。
時間貯金箱に似た道具。時間貯金箱と同様に時間の預け入れができるほか、時間の借り入れもできる。借り入れた時間は当日中に返さねばならず、日付が変わるころになると強制的に取り立てられる。

## タイムビデオ
タイムビデオは、「クローンリキッド悟空」（1987年5月22日放送、映像ソフト未収録）に登場する。
電卓のような形の道具。これをテレビに付け、任意の時刻とチャンネルを設定すると、設定した時刻のチャンネルで放送されるテレビ番組がテレビに映る。作中では、見逃したテレビ番組を視聴するために使用した。

## タイムメール
タイムメールは、「ノビータ」（1997年5月16日放送、映像ソフト未収録）に登場する。
22世紀のロボット派遣会社へロボットの派遣を注文するための道具。ラグビーボールのような容器に用紙とペンが入っており、これを用いて注文する。

## タイムリモコン
声 - 嶋方淳子
タイムリモコンは、「タイムリモコン」（1999年8月20日放送、映像ソフト未収録）に登場する。
腕時計のように腕にはめて使用する道具。白色のボタンを押して名前を名乗ると、使用者として登録される。この道具を付けていると、任意の事物の動きを戻したり、早送りしたり、スロー動作にさせたりすることができる。

## 太陽たまご
太陽たまご（たいようたまご）は、「太陽たまご」（1999年1月8日放送、映像ソフト未収録）に登場する。
台風のたまごに似た道具。卵の中に小さな太陽のような生き物が入っている。小さな太陽は手のひらサイズであるが、本物の太陽と同じく高温であり、常に燃えている。その為、濡れた服の上にいるだけで数分で服が乾いたり、草の前にいるだけで草木が燃えてしまう。

## 太陽ライトミニミニ
太陽ライトミニミニ（たいようライトミニミニ）は、「宝星探査ロケット」（1997年10月4日放送、DVD『ドラえもん コレクション・スペシャル 秋の4』に収録）に登場する。
黄鉄鉱色をした手のひらサイズの物体。これを宙に放つと、上空で静止して光を放つ。暗い空間を明るくするために使用する。

## タコスーツ
タコスーツは、「のび太ロケット銀河へ!」（2005年2月18日放送、映像ソフト未収録）に登場する。
タコを模した下半身用の着ぐるみ。これを下半身に着用すると水中を自由に泳げるようになる。
同様のことができる道具にマーメイドスーツ、人魚スーツがある。

## たつまきラッパ
たつまきラッパは、「たつまきラッパ」（1999年8月27日放送、映像ソフト未収録）に登場する。
吹くと竜巻が発生するラッパ。吹く強さによって発生時の竜巻の大きさが変わる。1つめのボタンを押すと竜巻が前進し、2つめのボタンを押すと後退、1つめと2つめのボタンを同時に押すと移動を停止する。3つめのボタンを押すと竜巻が消滅する。

## 食べある機
食べある機は、「食べある機」（1981年3月18日放送、映像ソフト未収録）に登場する。アニメオリジナル作品。
使用者はフィットネスバイクのような形をした乗り物にまたがり、ペダルをこぐことで「町内の食べ歩き」「日本の食べ歩き」「世界の食べ歩き」のいずれかを選んだコース上を移動する。各移動先で出された食事は無料で食べることができるが、場所ごとに制限時間があり、時間内にバイクに戻らないとその場所に置きざりにされてしまう。制限時間近くなると、周りが暗くなることで知らせてくれるので、そうなったら急いでバイクに戻る必要がある。場所が進むにつれてその制限時間はより短くなっていく。元の場所に戻ることができたらゴール。
……という内容の「未来の運動機具」。運動が目的なので、実際に食事はしていない。

## ダルバケツ
ダルバケツは、「山おく村の怪事件」（1981年4月1日放送、DVD『ドラえもん コレクション・スペシャル 春の1』に収録）に登場する。
このバケツを雪だるまの頭頂部にかぶせると、雪だるまが命令に従って動くようになる。

## ダルマストーン
ダルマストーンは、「ダルマストーン」（1994年11月11日放送、映像ソフト未収録）に登場する。

## 探検ズボン
探検ズボン（たんけんズボン）は、「探検ズボン」（2000年12月8日放送、レンタル専用VHS『21世紀テレビ文庫 テレビ版ドラえもん』第34巻に収録）に登場する。
戦車ズボンと同様の道具。未来の探検家も使っているという。機械だが、洗濯も可能。

## 探索モグラ
探索モグラ（たんさくモグラ）は、第1184話「夢とロマンを探索モグラ」（1992年6月19日放送、映像ソフト未収録）に登場する。
ジェットモグラに似た造形の道具。22世紀の価値観で、歴史的に価値のある物体を探して地面を掘り進む小型ロボット。鼻がセンサーになっている。ジェットモグラと同じように、しっぽを引っ張ると起動する。

## 探偵鼻
探偵鼻（たんていばな）は、「名探偵のび太!!」（2004年8月6日放送、映像ソフト未収録）に登場する。
ジョークグッズの鼻メガネを模した道具。これを装着すると悪事の痕跡の匂いを感じることができる。同時に推理力も高まり、名探偵宛らの名推理を行う事ができる。しかし悪事が行われた訳ではない事件には反応せず、例えば「傘を勝手に持ち去った犯人を探す」意図であっても、その真相が「犯人が自分の傘と間違えて持って行った」であれば何の匂いもしない。一方、意図せず偶然起こしてしまったものであっても、大きな事件に発展すれば犯人に悪意が無くとも反応する模様（但し、事件の流れを推理はするが犯人を特定するには至らない）。
作中では、ママの傘を持ち去った犯人を探すべくのび太が使用。ちなみに貸し出す直前、ドラえもんはのび太のシュークリームを黙って食べた事を隠しており、この道具で推理力が高まったのび太に暴かせてしまうという墓穴を掘った。また、終盤で自転車を倒した犯人はのび太だったため、「あ～んぶさってく…、ごめんなさーい!!」と反省しながら泣き叫ぶオチとなった。

## 地図世界入りこみ機
地図世界入りこみ機（ちずせかいはいりこみき）は、「地図世界入りこみ機」（2002年8月2日放送、映像ソフト未収録）に登場する。
古地図を機械にセットして実行ボタンを押すと、地図に描かれている当時の世界へ行くことができる。ただし地図に描かれている範囲外には霧が立ち込めており、地図の範囲から出てしまうと異次元の中でさまようことになってしまう。

## チャントシてちょう
声 - 瀧本富士子
チャントシてちょうは、「チャントシてちょう」（2000年11月3日放送、映像ソフト未収録）に登場する。
未来の国の電子手帳らしいが、手帳とは思えないほど大きい。音声で入力した予定を強引に実行させるという、スケジュールどけいによく似た性格をしている。

## ちゃんぽんベルト
ちゃんぽんベルトは、「ちゃんぽんベルト」（2001年4月13日放送、映像ソフト未収録）に登場する。
チャンピオンベルトを模した道具。ダイヤルを回してどの種目のチャンピオンになるかを決めることができる。複数の種目のチャンピオンになることができるため、「ちゃんぽん」という名称を用いている。チャンピオン（装着者）と挑戦者（未装着者）のどちらかがダイヤルを回して種目を決定すると、挑戦者がチャンピオンにその種目で挑むことになる。ベルトは勝者の腰へと瞬間移動し、かつ勝者は敗者から好きなものをもらうことができる。なお、勝負で不正を行った場合、その人物は負けと見なされる。

## 鳥眼鏡
鳥眼鏡（ちょうがんきょう）は、『ドラえもん! 秋のいち押し!! 60分スーパースペシャル決定版!!』幕間（2000年4月13日放送、映像ソフト未収録）に登場する。

## ちょうちょレター
ちょうちょレターは、「ちょうちょレター」（1992年7月31日放送、映像ソフト未収録）に登場する。
チョウをかたどった便箋。これで手紙を書き、中心で半分に折ると、チョウのように飛んで相手へ届く。

## チョッキンバコ
チョッキンバコは、「チョッキンバコ」（1998年8月7日放送、映像ソフト未収録）に登場する。
カニの形をした貯金箱。貯金箱に対象の人物の登録と目標金額の入力を行う。すると、貯金箱が登録している人の元にお金を回収しに来る。お金は目標金額に貯まるまで出てこない。「ニコニコモード」と「ガッチリモード」があり、「ニコニコモード」の場合はお駄賃などでお金を貰うと回収にやって来る。「ガッチリモード」の場合、登録している人のお金（お使いで渡されたお金も含む）を全て強引に取り上げる。ハサミはレーダーになっており、隠してあるお金を探知して見つける他、貯金箱を壊したり、金を取ろうとする者を挟む。

## チルチルライトとミチルアミ
チルチルライトとミチルアミは、「のび太の青い鳥」（2000年5月19日放送、レンタル専用VHS『21世紀テレビ文庫 テレビ版ドラえもん』第32巻に収録）に登場する。
チルチルペンキとミチルあみに似た道具。虫取り網を模したミチルアミで鳥を捕獲し、そのまま鳥にチルチルライトの光を照射すると、鳥の体色が青色に変化する。その青い鳥を鳥かごへ入れるなどして所持していると、1回だけ幸せが訪れる。その後、鳥の体色は元の色に戻る。チルチルライトは電池式であり、作中ではフルチャージの状態で4回だけ使用することができた。

## ツアーロボット
声 - 千葉繁
ツアーロボットは、「ツアーロボット」（2003年10月4日放送、レンタル専用VHS『ドラえもん テレビ版スペシャル特大号 冬の6』に収録）に登場する。
22世紀の個人旅行用に開発されたという道具。地球儀のようなものにピンを刺すと、地球儀の台座がスクリーンを投影する。そのスクリーンからツアーロボットが現れて、ツアーロボットがピンを刺した地点のツアーを引率してくれる。スクリーンへ飛び込むと、ピンを刺した地点へ出ることができる。
ツアーロボットは頭が固く、なにかとマニュアルや最新式にこだわる。彼が下げているショルダーバッグからは、四次元ポケットのようにいろいろなひみつ道具を取り出すことができる。作中で出したひみつ道具はモーターボート、豪華日帰りバスツアー、迷子探しメガネ、ランタンを出す火打石。また腹部のボタンを押すと、半径300メートル以内にいる者同士の会話は自動翻訳される。

## ツアーロボット2号機
声 - 島田敏
ツアーロボット2号機（ツアーロボット2ごうき）は、「マンモスウォッチング」（2004年7月23日放送、映像ソフト未収録）に登場する。
#ツアーロボットと同様の道具。地球儀のようなものの台座にあるボタンを操作すると、宙にスクリーンが現れ、そこからツアーロボット2号のゴンザが出てくる。コントローラー操作により、過去の地球における任意の地点へも行くことができる。
ゴンザはガイド歴25年だが、ツアーに来たのは過去に1度しかないという。彼のショルダーバッグは四次元ポケットのようにひみつ道具を出すことができ、作中では四万年前スーツ、保護色ペーパー、スーパーパワーロープを出した。ゴンザの右耳を引っ張ると、右手が射出されて遠くまで飛び、これを「緊急用救命ハンド」と呼ぶ。ツアー客が古代の生物の危機を救おうとすると、ゴンザはしつこいほどに「歴史が変わっちゃう」と言ってツアー客を制する。

## ついせきポチ
声 - 水田わさび
ついせきポチは、「ついせきポチ」（2001年1月12日放送、映像ソフト未収録）に登場する。
アイボのようなロボット犬。探したいものの写真や絵を見せると、その場所まで案内してくれる。たまに電柱で小便をするポーズをすることがある。

## 通学用アトラクションセット
通学用アトラクションセットは、「ジェットコースターで学校へ」（2002年12月13日放送、映像ソフト未収録）に登場する。
スーツケースの中に鶏卵のようなカプセルがいろいろ入っているセット道具。カプセルを割ると遊園地の遊具が出てくる。さまざまな遊具で学校へ行くことができる。終盤でレールが切れた所でジェットコースターがぶつかり、ジャイアンとスネ夫は学校の木へ飛ばされる羽目になっていた。
作中では以下の4種が登場した。
ジェットコースター
付属のレール作成用スプレーを噴射した場所にレールが敷かれ、それに沿ったコースを走行する。レールはゴムのように柔らかくロープで引っ張れば、コースを変える事が出来るが、力づくで引っ張ると切れてしまう。付属のリモコンでレールを消すことができる。
メリーゴーランド
声 - 大西健晴
学校までゆっくり安全に楽しく通学できる夢の木馬。しかしスピードは出ないので人目を引いてしまう。また、シートベルトが装着される為、途中では降りられない。
コーヒーカップ
声 - 岡村明美
真ん中のハンドルを回すと回転しながら目的地に移動する。「回し過ぎないように」と注意されるものの、作中ではスネ夫が少し回しただけで制御不能になった。
カエル帰る（カエルの姿をした乗り物）
声 - 佐藤智恵
「カエル」と「帰る」を掛けている為、下校用専用の乗り物である。搭乗者の自宅まで移動する。見た目通り飛び跳ねながら移動するが、やはりスピードは出ず、乗っている本人は恥ずかしい思いをする。

## つきつきペンダント
つきつきペンダントは、「つきつきペンダント」（1998年1月23日放送、映像ソフト未収録）に登場する。

## つげぐち
声 - 山本圭子
つげぐちは、「南の島へ出かけよう」（1992年4月3日放送、DVD『ドラえもん コレクション・スペシャル 秋の1』に収録）に登場する。
これを物体に取り付けると、その物が見たことや思い出を話してくれる。

## つむじ風うちわ
つむじ風うちわ（つむじかぜうちわ）は、「ドラミにおまかせ」（2003年10月31日放送、映像ソフト未収録）に登場する。
このうちわで扇ぐとつむじ風が起こる。庭の落ち葉を片付けるために使用した。
同様に庭の落ち葉を片付けるために使用した道具は「#たつまきラッパ」「ねじ式台風」がある。

## 詰め合わせ動物モドキ
詰め合わせ動物モドキ（つめあわせどうぶつモドキ）は、「動物パワーでサバイバル」（1994年8月12日放送、DVD『ドラえもん コレクション・スペシャル 夏の2』に収録）に登場する。
小箱の中に動物の体の一部を模した、目測数センチメートルほどの部品が多数用意されている。これを体につけると本物の動物のように大きくなり、本物同様の能力を発揮できる。作中では以下の物が使用された。
ゾウの鼻
鼻に付けて使用。鼻を数メートル長く伸ばしたり、重いものを持ち上げる事が出来る。
ビーバーの歯と尾
口と尻に付けて使用。木を削る。
ゴリラの腕
腕に付けて使用。凄まじい怪力を持つ。
キツツキの嘴と尾
口と尻に付けて使用。木に穴をあけたり、彫刻刀のように文字を彫る事が出来る。
サルの手足
手足に付けて使用。木を垂直に登る事が出来る。２人分入っている。
クマの手
手に付けて使用。魚を獲る。
ペリカンの口
口に付けて使用。作中では獲った魚を口の中に入れた。
外見および使用効果の酷似した道具に「#動物パワーキャップ」がある。

## つるのどんでん返し
声 - 大本眞基子
つるのどんでん返し（つるのどんでんがえし）は、「ひみつ道具大募集優秀賞作品 つるのどんでん返し」（2004年1月9日放送、映像ソフト未収録）に登場する。
ツルの絵が描かれた円形の小さな道具。これを持って任意の者の名前を言うと、名前を呼ばれた者がその場ですべって尻餅をつく。この道具を手に持つのではなく、ただズボンのポケットに入れた状態で任意の者の名前を言っても、道具がそれに反応して効果が出てしまう。

## デカボン
デカボンは、「デカボン」（2000年11月24日放送、映像ソフト未収録）に登場する。
大きなシャボン玉を作る道具。これで作ったシャボン玉は人間が中に入ることができ、中に入れば空を泳いで移動することもできる。衝撃に強く、針のように先端のとがった物でないと割ることができない。

## 鉄筋肉クリーム
鉄筋肉クリーム（てつきんにくクリーム）は、「鉄筋肉クリーム」（2000年6月23日放送、映像ソフト未収録）に登場する。
チューブ入りのクリーム。これを体に塗る（衣服の上からでも可）と、体が鉄のように硬くなり、力も強くなる。塗れば塗るほど力が強くなるが、塗りすぎると体が固まって動けなくなってしまう。

## てまね木
てまね木（てまねき）は、「ドラミのハッピーハウス」（2002年6月7日放送、映像ソフト未収録）に登場する。
樹木を模した手袋。これを両手にはめ、呼びたい者の名前を呼びながら手をくねらせて踊ると、偶然が重なって相手がこちらへくる。

## デラックスライト
デラックスライトは、「カウンセリングノート」（2003年5月2日放送、映像ソフト未収録）に登場する。
ハンディスキャナのような道具。ハンディスキャナを使うように物体に光を当てていくと、光を浴びた部分からデラックスに変わっていく。

## デンキ紙芝居セット
デンキ紙芝居セット（デンキかみしばいセット）は、「デンキ紙芝居セット」（1994年5月20日放送、映像ソフト未収録）に登場する。
ヘルメットとモニターテレビのセット。このヘルメットをかぶって自分の人生を妄想すると、それを伝記としてモニターテレビで流すことができる。伝記を見た直後に、別の者がヘルメットをかぶり直し、さきほどの他人の伝記の物語の続きとして自分の伝記を流すこともできる。
作中では、のび太はこの道具で伝記「世界偉人伝ビッグのび太」を作った。これはのび太が中学や高校、大学で成績優秀となり、日本の国会議員になってしずかと結婚する話になっている。
その伝記を見たスネ夫はのび太の伝記の続きでしずかがのび太との結婚を取り止め、自分がしずかと結婚し、のび太が国会から追放されて借金で破産する話に作り替えた。
さらにジャイアンもスネ夫の伝記の続きでデパートのチェーン会長になった自分としずかが結婚し、貧乏になったのび太と会社が倒産したスネ夫を自分のデパートの南極支店で働かせる話に作り替えた。

## 伝言花火
伝言花火（でんごんはなび）は、「伝言花火」（1994年12月2日放送、映像ソフト未収録）に登場する。
この道具に伝えたいことを吹き込んでヒモを引くと、花火が打ちあがって、空にその文面が出現する。大きな音とともに打ちあがるため、大勢の人に伝言を見られる可能性がある。
作中ではのび太のママが叱っている文面をドラえもんが花火を打ち上げ、のび太がジャイアン・スネ夫・しずかを始めとする人々達に笑い物にされた影響で2人ともケンカを始めてしまう。しかし、のび太はドラえもんを心配し、ドラえもんはのび太を心配していたため、2人とも花火を打ち上げた文面で改心した。

## 天才エッグ
天才エッグ（てんさいエッグ）は、「天才エッグ」（2002年3月22日放送、映像ソフト未収録）に登場する。
卵形の巨大なケース。中に入ると「もしも――の天才だったら」という状況を体験することができる。その天才は、スポーツ選手、学者、音楽家など自分の好きなように設定可能。ただし、体験中は「好きなこと」か「大切なもの」をひとつ失う。のび太は野球やピアノ、発明の天才になろうとしたが、お菓子、遊び、友達を失ってしまった。実は、天才になって楽をしたいと考える子供に「天才になることばかりがいいことではない」との教訓を教え、努力の大切さを説く目的の道具。

## 天使のリング
天使のリング（てんしのリング）は、「天使のリング」（1998年6月5日放送、映像ソフト未収録）に登場する。

## 伝書バコ
伝書バコ（でんしょバコ）は、「伝書バコ」（2001年5月25日放送、映像ソフト未収録）に登場する。
手のひらサイズの郵便ポストに翼がついた形の道具。投函口に文書を入れ、届けたい相手の名前を告げて放つと、伝書鳩のように相手へ飛んでいく。
同様のことができる道具に郵便ロケットやゆうびんロボットがある。

## 電波探知モニター
電波探知モニター（でんぱたんちモニター）は、「スーパーウグイス嬢」（2002年9月13日放送、映像ソフト未収録）に登場する。
特定の電波の発信元を突き止めることのできる道具。作中では、スーパーウグイス嬢が放出する電波を逆探知して、スーパーウグイス嬢の居場所をつかむために使用した。

## どうどうめぐリンリン
どうどうめぐリンリンは、「スネ夫のロマンス」（2002年4月26日放送、レンタル専用VHS『21世紀テレビ文庫 テレビ版ドラえもん』第31巻に収録）に登場する。
この鈴を鳴らすと、やっていることが堂々巡りの状態になってしまう。作中では道を走っている車に使用したところ、道がジェットコースターのループ状に変化し、車が延々とループを回り続けるはめになった。

## 動物救急箱
声 - 松本さち
動物救急箱（どうぶつきゅうきゅうばこ）は、「チュン太」（2001年8月3日放送、映像ソフト未収録）に登場する。
小動物を診察して薬品を処方してくれる道具。
同様に小動物に対する医療行為を行う道具としてアニマルクリニックがある。

## 動物飼育人工太陽
動物飼育人工太陽（どうぶつしいくじんこうたいよう）は、「ツアーロボット」（2003年10月4日放送、レンタル専用VHS『ドラえもん テレビ版スペシャル特大号 冬の6』に収録）に登場する。
天に浮かべて使用する道具。作中では、22世紀の犯罪者が空想動物を飼育するために使用していた。外観は普通の人工太陽と変わらないように描写されているが、ドラえもんは一瞥しただけで動物飼育人工太陽だと看破している。

## 動物パワーキャップ
動物パワーキャップ（どうぶつパワーキャップ）は、「ポンプ地下室で街をつくろう」（1999年3月26日放送、DVD『ドラえもん コレクション・スペシャル 春の5』に収録）に登場する。
小箱の中に動物の体の一部を模した、目測数センチメートルほどの部品が多数用意されている。これを体につけると本物の動物のように大きくなり、本物同様の能力を発揮できる。作中ではゾウの鼻で怪力を発揮。未使用であったものの、ほかには鳥の羽、ワニの口、モグラの手、水鳥の足などがある。
外見および使用効果の酷似した道具に「#詰め合わせ動物モドキ」がある。

## 冬眠シェルター
冬眠シェルター（とうみんシェルター）は、「冬眠シェルター」（1995年3月10日放送、映像ソフト未収録）に登場する。
引きこもるための個人用シェルター。見かけは小さい小屋だが、中は四次元空間になっており、ひろびろとしている。空気と水と日光からあらゆる食べ物を合成する機械や、マンガ図書館、カラオケルーム、シャワールームも備えており、いつまでもあきさせない造りになっている。扉は頑丈で、外から開けることはできない。扉には「この冬眠シェルターは世の中のわずらわしさからのがれて心と体をリフレッシュさせます」と書かれている。
同様の道具にアマイワト、ママの岩戸がある。

## とう明スプレー
とう明スプレー（とうめいスプレー）は、「ドラえもんだいきらい!?」（1981年10月2日放送、DVD『TV版ドラえもん』第28巻に収録）に登場する。
吹き付けると「とう明ペンキ」と同様の効果を発揮するスプレー。

## 盗塁ゲームセット
盗塁ゲームセット（とうるいゲーム）は、「盗塁ゲーム」（2001年5月11日放送、映像ソフト未収録）に登場する。
盗塁をするように目的地へ行くための道具。まずモニターテレビで目的地を設定すると、目的地のそばにホームベースがセットされ、そこへいたる途中に一塁、二塁、三塁がセットされる。これをバーチャルダイヤモンドと呼ぶ。
オペレーターの操作の対象になるランナーは「ほどほどスパイク」というスパイクシューズをはくことで、ほどほどに早く走ることができる（なぜ「ほどほど」なのかは、ドラえもん曰く「捕まりそうで捕まらないスリルがたまらない」為）。またインカム付きのヘルメットをかぶって、モニターの指示を仰ぎながら慎重に盗塁を重ねていく。ランナーが一塁、二塁、三塁のいずれかの上にいる間は、だれであってもそのランナーに手出しができない。
ランナーがホームベースを踏むとゲームが終了になる。ただしオペレーターが終了操作をしない限りランナーはホームベースの上から絶対に離れることができず、無防備になってしまう。

## 通り抜けキャップ
通り抜けキャップ（とおりぬけキャップ）は、「通り抜けキャップ」（2001年11月9日放送、レンタル専用VHS『21世紀テレビ文庫 テレビ版ドラえもん』第34巻に収録）に登場する。
この帽子を被ると壁を抜ける事が出来る。複数で壁を抜ける場合、帽子を被っている者と手を繋いだ状態(直列など)であれば、通り抜ける事が出来る。
この道具が登場するエピソードは藤子・F・不二雄の漫画『キテレツ大百科』のエピソードの1つ「モグラ・マンション」を『ドラえもん』用にアレンジした作品になっている。ゆえに通り抜けキャップもキテレツ大百科の発明道具#かべぬけ服と同様の原理になっている。

## どこでもバスストップ
どこでもバスストップは、「銀河観光バス」（1993年8月27日放送、映像ソフト未収録）に登場する。
バス停を模した道具。これを地面に突き立て、ボタン操作でバスの種類を設定すると、そのバスを呼び寄せる。作中では、格安ツアーを行う「銀河観光バス」を呼ぶために使用した。

## トジカメ
トジカメは、「トジカメ」（2001年3月16日放送、映像ソフト未収録）に登場する。
任意の物体を任意の時間だけ写真に閉じ込めることのできるカメラ。閉じ込めたい時間を日・時・分で設定し、任意の物体に照準を合わせてシャッターを切ると、その物体は消滅し、その物体が写った写真が現像される。写真の下部には常に残時間が表示され、残時間が0になると写真が消えて被写体が出現する。
写真を破いてしまうと、残時間が0になったときに、被写体は切断された状態で出現することになる。
なお、一度写真で撮ったものは時間が経つまで元に戻れないので、例えすぐに戻したい時でも取り返しがつかなくなる場合がある。
同様に物体を写真に収納することのできる道具としてチッポケット二次元カメラ、二次元収納カメラがある。

## とびだしライト
とびだしライトは、「とびだしライト」（1997年10月17日放送、映像ソフト未収録）に登場する。
壁の絵にこのライトを当てると、その絵が飛び出してくる。

## 友だちのワ投げ
友だちのワ投げ（ともだちのワなげ）は、「友だちのワ投げ」（1998年9月25日放送、映像ソフト未収録）に登場する。
小さな輪だが、これを相手の頭上へ投げると、輪が大きくなって囲む。すると、輪を投げた者は輪を投げられた者と親密な友人だったことになる。

## ドラえもん・ドラミ直通電話
ドラえもん・ドラミ直通電話（ドラえもんドラミちょくつうでんわ）は、『祝 TV25周年突入! ドラえもんありがとうスペシャル!!』ブリッジアニメ（2003年4月5日放送、映像ソフト未収録）に登場する。
ピンク色の固定電話機の形をしている道具。着信すると呼び出しベルが鳴り、四次元ポケットから受話器だけを取り出して通話する。

## トラエルロープ
トラエルロープは、「トラえもん登場」（1980年9月22日放送、DVD『TV版ドラえもん』第40巻に収録）に登場する。
このヒモを相手へ向かって伸ばすと、相手を縛って捕らえる。
道具名の表記はDVDによる。

## トラの尾セット
トラの尾セット（トラのおセット）は、第1542話「トラの尾セット」（1999年6月11日放送、映像ソフト未収録）に登場する。
しまじろうに酷似したトラのぬいぐるみのような道具。動かすと、ところどころにしっぽを落として歩く。このしっぽは地面に落ちると無色透明になるが、踏んでしまうと世界が恐ろしく変わって見える。トラの尾を踏む＝危険なことをするということわざに則っている。トラの尾探知レンズを着用すると、透明なしっぽを視認することができる。
トラの尾探知レンズ（トラのおたんちレンズ）
「トラの尾セット」に登場。黄色いレンズのゴーグル。このレンズを通すと、トラの尾セットがまいた透明なしっぽを視認することができる。

## ドリーム枕
ドリーム枕（ドリームまくら）は、第1690話「予言者ジャイアン」（2002年11月29日放送、映像ソフト未収録）に登場する。
首枕を模した道具。ダイヤルで日時を設定してこの枕で眠ると、設定した日時に起こることの予知夢を見ることができる。但し、夢で見た光景の前後の出来事については分からないため、タイミングが悪いと勘違いを招く事がある。作中ではジャイアンが「地底人が侵略してきた」という設定の映画のロケの瞬間を、本当の侵略と勘違いして騒動が起きた。

## 取りこみペーパー
取りこみペーパー（とりこみペーパー）は、「取りこみペーパー」（2003年9月19日放送、映像ソフト未収録）に登場する。
かるがるもちはこび用紙と同様の道具。新製品だとしてドラミがドラえもんのもとへ持ってきたもの。

## ドロロン忍者セット
ドロロン忍者セット（ドロロンにんじゃセット）は、「ドロロン忍者セット」（1993年11月5日放送、レンタル専用VHS『ドラえもん テレビ版スペシャル特大号 秋の巻6』に収録）に登場する。
22世紀の玩具。忍者の頭巾と忍装束（上半身のみ）を模した衣装で、内ポケットに各種忍者道具が入っている。セット内容は以下の通りで、使用方法は巻物状の説明書に記されている。本編ではスネ夫の釣り竿をのび太から奪われたことに気づき、怒ったジャイアンとスネ夫は仕返しのために水上に居るのび太を目掛けて石を投げつける場面が描かれ、最後にのび太が装着した水グモの右足を割って池に溺れさせたことでジャイアンとスネ夫は見事に仕返しを成功したのだった。
カメレオン風呂敷
壁や地面に伏せてこの風呂敷を広げると、風呂敷が周囲と同じ色になり、姿をくらますことができる。
レーダー手裏剣
でたらめに投げても、レーダーで標的を捉えて確実に命中する。手裏剣とは言っても標的に突き刺さったりはせず、人に当たっても少々痛い程度。
吸いつき手袋と足袋
この手袋と足袋を身につけると、壁や斜面に貼り付いて自在に歩き回ることができる。
スーパーわらじ
足に履くと、電車並みのスピードで走ることができる。
水グモ
一見下駄のようだが、足に履くとたちまち足の周りに風船が膨らみ、水の上を歩くことができる。
関連アイテム
なりきり忍者セット
テレビアニメ第2作第2期「しずかちゃんの最悪な誕生日」（2013年5月24日放送）に登場する。ドロロン忍者セットとセット内容はほぼ同一で、カメレオン風呂敷の代わりに頭巾がその役目を担っている。ただし、カメレオン風呂敷のように周囲と同じ色になるのではなく、透明になって姿が見えなくなるという微妙な違いはある。